# Bobrowo (gmina w województwie olsztyńskim)
Bobrowo (1945–46 Biberniki) – dawna gmina wiejska istniejąca w latach 1946–1954 w woj. olsztyńskim (dzisiejsze woj. warmińsko-mazurskie). Siedzibą władz gminy było Bobrowo.
Gmina Biberniki powstała po II wojnie światowej na terenie tzw. Ziem Odzyskanych, na obszarze przeciętego granicą państwową powiatu gierdawskiego. Na mocy rozporządzenia z 29 maja 1946 roku gmina weszła w skład nowo utworzonego woj. olsztyńskiego z dniem 28 czerwca 1946. Opierając się na treści tego rozporządzenia, które nie uwzględniło powiatu gierdawskiego jako samodzielnej jednostki, wojewoda olsztyński zniósł ekspozyturę powiatu gierdawskiego w Skandawie, a jego 2 gminy – Skandawa (Skandowo) i Bobrowo (Biberniki) – włączono do powiatu kętrzyńskiego. Zakończenie działalności ekspozytury powiatu gierdawskiego przewidziano na 30 listopada 1946 roku.
Według stanu z 1 lipca 1952 roku gmina była podzielona na 7 gromad: Asuny, Bajory Wielkie, Bobrowo, Dojewo, Łęknica, Mołtajny i Wyskok. Gmina została zniesiona 29 września 1954 roku wraz z reformą wprowadzającą gromady w miejsce gmin. Jednostki nie przywrócono 1 stycznia 1973 roku po reaktywowaniu gmin.